# Anni-Kristiina Juuso
Anni-Kristiina Juuso (nordsamiska: Ánne Risten Juuso), född 4 maj 1979 i Ivalo, är en finsk-samisk skådespelerska. 
Hon har spelat huvudrollen i bland annat Kukushka (Göken) och Kautokeinoupproret. Hon har även spelat med i tv-serien Sitoutumisen alkeet.

## Utmärkelser
- 2008 - Amanda Award som bästa skådespelerska, för Kautokeinoupproret
- 2003 - Silver Dolphin (Festróia - Tróia International Film Festival) som bästa skådespelerska, för Kukusjka
- 2003 - Nika (The Nika Awards) som bästa skådespelerska, för Kukusjka
- 2002 - Golden Aries (Russian Guild of Film Critics) som bästa skådespelerska, för Kukusjka